# Ukrainische Druckakademie
Die Ukrainische Druckakademie (ukrainisch Українська академія друкарства Ukrajinska akademija drukarstwa) in Lwiw ist die einzige autonome Universität in der Ukraine, die Spezialisten für Medientechnologie und Druck ausbildet.
Ungefähr 200 Wissenschaftler arbeiten in 20 Abteilungen. Als Mitglied der International Association of Polygraph Educational Institutions beteiligt sich die Akademie an der Schaffung eines einzigen europäischen Bildungsraums für die Vorbereitung von Spezialisten für Verlage und Druck und arbeitet mit Bildungseinrichtungen und Druckereien in europäischen Ländern zusammen.
Die Akademie unterhält Verbindungen zu folgenden Bildungseinrichtungen: Oxford Brooks University, Universitäten Leipzig und Bergen, Polytechnische Universität Warschau, Moskauer Staatliche Universität für Druckwesen, Kooperationsvereinbarungen mit Heidelberg, Man-Roland, Adast, Colbus ". Zur Modernisierung der Bildung wurde der Ukrainischen Druckakademie der Ehrentitel "Leader of Modern Education" verliehen.

## Partnerschaften
Die Akademie bildet Fachleute aus 20 Spezialgebieten mit einem Ausbildungsabschluss für einen Juniorspezialisten, einen Bachelorspezialisten, einen Spezialisten und einen Masterabschluss aus.  Derzeit studieren an der Akademie 6600 Studenten aller Bildungsformen.